# Гарсия Мерсет, Рикардо
Рикардо Гарсия Мерсет (исп. Ricardo García Mercet; 16 августа 1860, Бильбао, Страна Басков — 12 мая 1933) — испанский учёный-натуралист, энтомолог, редактор, военный фармацевт.

## Биография
Изучал медицину. Доктор фармацевтических наук. Полковник Военно-медицинского корпуса испанской армии. Службу проходил в Мелилье и на островах Чафаринас.
Президент Испанского общества естествознания (Sociedad Española de Historia Natural). Генеральный секретарь Испанской ассоциации прогресса науки (Asociación Española para el Progreso de las Ciencias). Член-корреспондент Испанской Королевской академии наук с 5 марта 1922 г., член Академии искусств Барселоны и Института Коимбры. Почётный член энтомологических обществ Египта и Чили и других научных обществ.
Редактор газеты La Oceanía Española и журнала Farmacia Militar.
Автор ряда работ по энтомологии, преимущественно о паразитах растений, статей в иберийских и европейских энциклопедиях в области фауны, а также многочисленных брошюр и статей, опубликованных в европейских журналах.
Ему принадлежит открытие:
- Bembecinus pulchellus (Mercet 1906)
- Podalonia mauritanica (Mercet 1906)
- Tachysphex brevipennis Mercet, 1909
- Aphytis opuntiae Mercet, 1912
- Metaphycus zebratus (Mercet, 1917)
- Tetracnemus bifasciatellus (Mercet, 1919)
- Ceballosia Mercet, 1921
- Anagyrus matritensis (Mercet, 1921)
  - Tetracnemus hispanicus (Mercet, 1921)
- Mira integralis (Mercet, 1921)
  - Mira iberica Mercet, 1922
- Nysson laufferi Mercet 1904
  - Nysson alicantinus Mercet 1909
  - Nysson castellanus Mercet 1909
  - Nysson konowi Mercet 1909
  - Nysson parietalis Mercet 1909
  - Nysson pratensis Mercet 1909
  - Nysson varelai Mercet 1909
  - Nysson monachus (Mercet 1909)
- Lyka submetallica Mercet, 1921
  - Lyka submetalica Mercet, 1921
  - Lyka submetallica Mercet, 1921
- Ablerus pinifoliae (Mercet, 1912)
  - Ablerus pulcherrimus (Mercet, 1922)
  - Ablerus matritensis (Mercet, 1923)
- Euzkadiella errata Mercet, 1922
- Centrodora gerundensis Mercet, 1930
  - Centrodora merceti Mercet, 1930 и другие.

Его коллекции Chalcidoidea хранятся в Национальном музее естественных наук в Мадриде и Музее естественной истории Джакомо Дориа в Генуе.

## Избранные публикации
- Fauna ibérica Himenópteros, fam. encírtidos 1921, Madrid :Museo Nacional de Ciencias Naturales  Архивная копия от 24 февраля 2020 на Wayback Machine